# گردباد (فیلم ۱۹۸۸)
گردباد (روسی: Smerch) فیلمی در ژانر اکشن است که در سال ۱۹۸۸ منتشر شد.